# Atarba fieldiana
Atarba fieldiana är en tvåvingeart som beskrevs av Alexander 1969. Atarba fieldiana ingår i släktet Atarba och familjen småharkrankar.
Artens utbredningsområde är Panama. Inga underarter finns listade i Catalogue of Life.